# 집회 및 시위에 관한 법률
대한민국의 집회 및 시위에 관한 법률(集會-示威-關-法律)은 집회 또는 시위에 관한 권리를 보장하고, 불법 시위를 제한하고자 하는 목적으로 제정된 법률이다. 간단히 집시법(集示法)이라고 부르기도 한다. 헌법재판소는 집회 및 시위에 관한 법률 제2조 제2항에 따른 시위의 개념에 대하여 "집회 및 시위에 관한 법률 제2조 제2호의 "시위"(示威)는 그 문구와 개정연혁에 비추어 다수인이 공동목적을 가지고 (1) 도로, 광장, 공원 등 공중이 자유로이 통행할 수 있는 장소를 진행함으로써 불특정다수인의 의견에 영향을 주거나 제압을 가하는 행위와 (2) 위력 또는 기세를 보여 불특정 다수인의 의견에 영향을 주거나 제압을 가하는 행위를 말한다고 풀이되므로, 위 (2)의 경우에는 "공중이 자유로이 통행할 수 있는 장소"라는 장소적 제한개념은 시위라는 개념의 요소라고 볼 수 없다"고 판시한 바 있다. 일부 조항에 대하여 대한민국 헌법 제2장 제21조에서 보장하고 있는 집회의 자유를 제한하고 있으므로 위헌이라는 시각도 있다. 이에 관해 대한민국 헌법재판소는 2009년 5월 28일의 결정을 통해 집회의 사전 신고 의무에 대해 합헌이라고 판결했다.

## 역사
1962년 12월에 첫 제정되었고 13차례의 개정을 하여 현재에 이르고 있다.
이 법은 집회에 관한 법률과 집회에 관한 임시조치법을 통합하여 적법한 집회 및 시위를 보호하고 공공의 안녕과 질서를 유지하려는 취지에서 1962년 12월 31일 법률 제1245호로 제정·시행된 법률이다. 그 후 수차례의 개정을 거친 후 오늘에 이르고 있다. 가장 최근에 개정된 것은 07년 12월 21일로 개정이유는 국민의 재산권 행사와 관련하여 법적 간결성·함축성과 조화를 이루는 범위에서 법조문의 표기를 한글화하고 어려운 용어를 쉬운 용어로 풀어쓰기 위함이다.
경찰청은 2014년 10월 22일부터 광장.상가 등 지역(주거.학교 이외 지역) 소음기준 등이 강화된 집회.시위법 시행령을 적용한다고 밝혔다.
집시법 시행령은 과도한 집회소음으로 인해 나날이 증가하는 국민들의 피해를 최소화하기 위해 시행된다고 경찰은 설명했다. 시행령은 공공도서관.종합병원 등 소음기준을 주거지역 소음기준(주간 65㏈.야간 60㏈)으로 적용하고, 광장.상가 등 기타지역 소음기준을 5㏈(주간 75㏈.야간 50㏈) 낮추기로 했다. 소음 측정방법도 현재 5분씩 2회 측정해 평균값을 내는 방법에서 10분 동안 1회 측정하는 방식으로 바뀐다.

## 법률적용의 문제

### 소음 피해 문제
현행 「집회 및 시위에 관한 법률」은 소리 크기만을 규제하고 반복적이고 지속적인 소음, 순간적인 고음, 야간 옥외집회로 인한 피해를 전혀 고려하지 않으며, 위반에 대한 과태료 규정도 미비하여 주민들이 지속적 피해에 무방비로 노출되고 있다.
실제로 양산시 평산마을 주민들은 2년 넘게 이어진 보수단체 집회에서 확성기 소음과 욕설·협박에 시달리며 불면증, 스트레스, 식욕 부진, 정신적 충격을 호소했으나, 효과적 보호책이나 보상 수단을 찾지 못했다
이에 학계에서는 소음 정지시간 규정 신설, 시간대별 소음 한도 세분화, 허가신청서 제출 의무화, 선택적 과태료 부과 등 제도 개선을 통해 참가자의 표현의 자유와 주민의 평온권을 균형 있게 보장해야 한다고 제언하고 있다.

### 미신고 집회 해산
집시법에 의하면 "누구든지 평화적인 집회와 시위를 방해하여서는 안된다"는 내용을 위반한 사람은 3년이하의 징역에 처하되 경찰관 등에 대해선 이를 위반하면 5년이하의 징역에 처한다. 그럼에도 불구하고 평화적인 집회와 시위에 대해서 판단없이 단순히 미신고 집회, 시위라는 이유로 형사처벌이 이루어지다 보니 2007년 집시법 위반으로 1476명(구속 2명, 불구속 1474명)이 입건되어 기소 798명 불기소 678명 처분되었다. 수 개월에 걸쳐 미국소 반대 촛불집회가 열린 2008년도에 집시법으로 1384명이 입건되어 구공판 기소 71명, 구약식 기소 641명, 불기소 처분 328명 기타(기소중지 등) 54명, 미제 290명으로 처리되었다.
집시법 위반으로 법원에 접수된 것은 2006년 206 (무죄 5) 2007년 318 (무죄 7) 2008년 470 (무죄 15) 2009년 488 (무죄 20) 2010년 501 (무죄 37건)이다.
단순히 집시법에서 미신고 집회에 대해 해산명령을 할 수 있다는 규정을 기계적으로 적용하여 해산명령에 불응하면 유죄 판결하다가 대법원이 공공의 안녕에 있어 직접적인 위험이 입증될 때에 한정하여 적법한 해산명령이라고 판단한 이후에는 집시법보다 형법 일반교통방해죄를 적용하는 추세를 보였다.
- 집시법 위반 검거 현황[10]

| 연도   | 인원수 |
| ------ | ------ |
| 1990년 | 1151명 |
| 1991년 | 729명  |
| 1992년 | 355명  |
| 1993년 | 217명  |
| 1994년 | 279명  |
| 1995년 | 205명  |
| 1996년 | 3384명 |
| 1997년 | 1189명 |
| 1998년 | 1026명 |
| 1999년 | 1121명 |
| 2000년 | 614명  |
| 2001년 | 693명  |
| 2002년 | 652명  |
| 2003년 | 550명  |
| 2004년 | 534명  |
| 2005년 | 720명  |
| 2006년 | 677명  |
| 2007년 | 591명  |
| 2008년 | 887명  |
| 2009년 | 686명  |
| 2010년 | 400명  |
| 2011년 | 669명  |
| 2012년 | 538명  |
| 2013년 | 412명  |
| 2014년 | 395명  |
| 2015년 | 500명  |

- 건조물 내에서 시위

2021년 1월 10일에 서울역 2층 대합실에서 전국철도노조 코레일네트웍스지부가 파업 집회를 했다. 이에 코레일 측은 노조 측에 퇴거 요청을 하면서 경찰에 신고를 하여 남대문경찰서 서장이 현장에 경찰력을 배치하고 "집시법을 위반하여 미신고 집회를 하고 있다"며 해산을 명령했으나 해당 장소는 집시법에서 정의하는 집회나 시위에 해당하지 않으며 설령 시위의 정의에서 말하는 "일반인이 통행 가능한 장소"에 서울역 대합실이 해당된다고 하는 것은 애초 집시법 입법 당시 건조물 침입죄(다중 위력이니 특수침입죄)가 존재했기에 별도의 법률의 필요성이 없어 집시법 입법 취지가 에 어긋나 법률을 확대해석한 것이다.

## 위헌논란
법률의 10조, 11조가 국민의 의사표현의 자유를 침해하기 때문에 위헌이라는 논란이 있다. 하지만 대한민국 헌법재판소는 집회의 사전 신고 의무에 대해서는 합헌이라고 판시했다.

- 제10조(옥외집회와 시위의 금지 시간)

누구든지 해가 뜨기 전이나 해가 진 후에는 옥외집회 또는 시위를 하여서는 아니 된다. 다만, 집회의 성격상 부득이하여 주최자가 질서유지인을 두고 미리 신고한 경우에는 관할경찰관서장은 질서 유지를 위한 조건을 붙여 해가 뜨기 전이나 해가 진 후에도 옥외집회를 허용할 수 있다.
- 제11조(야간 옥외집회의 조건부 허용)

① 법 제10조 단서에 따라 해가 뜨기 전이나 해가 진 후의 옥외집회를 신고하는 자는 해가 뜨기 전이나 해가 진 후 옥외집회를 하여야 하는 사유를 적고 필요한 자료를 제출하여야 한다.
② 관할 경찰관서장은 법 제10조 단서에 따라 해가 뜨기 전이나 해가 진 후의 옥외집회를 허용하는 경우에는 서면으로 질서 유지를 위한 조건을 구체적으로 밝혀 주최자에게 알려야 한다.— 집회 및 시위에 관한 법률 제10조, 제11조

현재 집시법의 문제가 되는 부분은 그 외에 집회 및 시위에 관한 법률 제 8조에서 정하고 있는 집회금지조치가 사실상의 허가제로 운용되는 것은 아닌지에 대한 논란의 여지가 있다. 헌법 제21조 2항에서는 언론의 자유에 대한 검열의 금지와 더불어 집회와 결사에 대한 허가제도 금지하고 있기 때문이다.  신고요건을 지나치게 엄격하게 정할 경우 신고제가 사실상의 허가제처럼 운용될 수 있어 신고요건의 적정성에 대한 논의가 필요한 시점이다.
그외에는 또한 제11조에서 명시된 시설로부터 100m 이내의 장소에서는 옥외집회를 할 수 없도록 규정한 점에 대해 100m라는 거리가 과도한 것은 아닌지와 함께, 명시된 대상들 중에 외교사절의 공관이 아닌 숙소까지도 포괄적으로 포함한 것이 과연 정당한 것인지에 대해서도 논란의 여지가 있다. 이에 대해 광주지방법원은 2018년 3월 6일에  "국회를 대상으로 찬반 의사를 집단으로 표명함으로써 개인의 자유로운 인격을 발현하려는 국민 요구와 의지를 존중하고 보호하는 것도 중요하다"며 "국가 주요 사안과 정책이 토의·결정되는 국회 인근에서 항의·요구 집회를 할 자유는 대의민주주의를 채택한 우리 헌정체제에서 중요한 의미를 지닌다"고 하면서  집시법 제11조 1호 중에서 국회 부분에 한하여 헌법재판소에 위헌법률심판을 제청했다.
2008년 10월 9일, 서울중앙지법 형사7단독 재판부를 맡았던 박재영 판사는 미국산 쇠고기 수입반대 촛불집회를 주도한 혐의로 기소된 성공회대 외래교수 안진걸씨의 신청을 받아들여 집회 및 시위에 관한 법률 제10조와 제23조 1항에 대해 위헌법률심판을 제청했다.
2009년 9월 24일, 헌법재판소는 박재영 판사가 제청한 위헌법률심판에 판결을 내렸다. 야간 옥외집회를 금지한 집시법 제10조와 벌칙을 규정한 제23조 1항에 대해 5(위헌)대 2(헌법불합치)대 2(합헌) 의견으로 헌법불합치 결정을 내렸으며 국회가 법을 개정할 때까지 2010년 6월 30일까지만 한시적으로 해당 조항을 적용토록 하였다.
위헌 의견을 낸 이강국·이공현·조대현·김종대·송두환 재판관은 "집회에 대한 허가 금지를 규정한 헌법 21조2항의 취지는 집회의 내용을 기준으로 한 허가뿐만 아니라 집회의 시간·장소를 기준으로 한 허가도 금지된다는 의미"라며 "집시법 10조는 야간옥외집회에 대한 허가를 규정한 것이므로 헌법에 정면으로 위반된다"고 밝혔다.
민형기·목영준 재판관은 "야간옥외집회 금지의 입법목적의 정당성은 인정되지만 직장인이나 학생 등은 사실상 집회의 자유를 실질적으로 박탈당할 수 있다"며 " 집회 금지 시간대를 그렇게 광범위하게 정하지 않더라도 입법목적을 달성하는 데 큰 어려움이 없다"며 헌법불합치 의견을 냈다.
이들은 "어떠한 시간대에 옥외집회를 금지하는 것이 입법목적을 달성하면서도 집회의 자유를 최소한의 범위에서 제한하는 것인지에 대해서는 입법자의 판단에 맡기는 것이 바람직하다"고 덧붙였다.
그러나 김희옥·이동흡 재판관은 "야간옥외집회 금지는 집회 및 시위의 보장과 공공의 안녕질서 유지의 조화라는 정당한 입법목적 하에 규정된 것"이라며 합헌 의견을 제시했다.

## 같이 보기
- 집회와 결사의 자유
- 대한민국 헌법 제21조
- 1인 시위 - 집시법의 적용을 받지 않는 시위 형태의 하나